# Alchemilla tenuis
Alchemilla tenuis é uma espécie de rosácea do gênero Alchemilla, pertencente à família Rosaceae.